# Márk Márkus
Márk Márkus (Ispánmező (Szolnok-Doboka megye), 1837. szeptember 1. – Budapest, 1907. december 19.) magánzó és közgazdasági író, Márk Lajos festőművész és grafikus édesapja.

## Életútja
Márk Lajos földbirtokos és Sámuel Aranka fia. Gimnáziumi tanulmányait Kolozsvárt végezte; hallgatta egy ideig a jogot az akkor Nagyszebenben fennállott jogakadémián; de miután nagy hajlamot érzett a közgazdaság és a társadalmi problémák iránt, ott hagyta a jogot és kizárólagosan a közgazdasági kérdéseknek szentelte egész tevékenységét. Később Budapesten élt.
Cikkei az Egyetértésben (1880. 169. sz. Az első járadékkal kapcsolatos földhitel- és közgazdasági egylet, 1888. július 27. Kossuth és a regale megváltása. Válasz); a Budapester Tagblattban (1888. április 22., 25. Die Regalien-Frage, május, június Spiritus-Briefe, július 22. Kossuth und die Regalienablösung, szeptember 20. Zur Regalienablösung); a Budapesti Naplóban (1898. január 23–24. Mezőgazdasági községi közraktárjegyek, 1900. augusztus 12–14. A mezőgazdasági hitelkérdés megoldása) sat.

## Munkái
- Az első járadékkal kapcsolatos földhitel és közgazdasági egylet alapszabályainak tervezete. Bpest, 1880. (Németül. Uo. 1880.)
- Das neue landwirtschaftliche und Bodencredit-System sammt Motivenbericht. Uo. 1880.
- Prospect der auf Grund des Markus Mark'schen Neuen Kredit-Systemes gegründeten Ersten landwirtsch. Kredit- und Grundbesitz Rentenbank. Uo. 1884.
- Unser volkswirthschaftliches Programm und unser Grundprincip. Uo. 1885.
- Javaslat a regále megváltása tárgyában. Beterjesztetett a nagym. m. kir. pénzügyminiszter úrhoz 1887. márcz. Ugyanott. (Németül. Uo. 1887.)
- Le nouveau Système de Loterie. Róma, 1891.
- A valuta. Világ-problema. A jelenleg stabilis és csereértémérőként tényleg functionáló elem kipuhatolására. Nyilt levél az európai napi- és szaklapok közgazdasági rovat szerkesztőihez. Bpest, 1894. (Németül. bővítve. Uo. 1894. Francziául. Uo. 1894.)
- Das neue Lottosystem. Uo. 1895.
- Die bleibende Abstellung der regelmässig eintretenden Geldknapheit der Welt. Uo. 1896. (Francziául. Uo. 1896.)
- A mezőgazdasági válság gyökeres és állandó megszüntetése. A gabona és az összes iparczikkek ára alacsony voltának valódi kútforrása. Válasz a nemzetközi gazdacongressusnak a valutakérdésre és a nemzetgazdasági válságra vonatkozólag előterjesztett kérdésekre. Uo. 1896.
- Das Gold – nicht mehr Gold. Die Tauschkraft Einheiten lautenden Banknoten. Ugyanott, 1897.
- Kulcs a kvótakulcshoz. Uo. 1898. (Németül. Uo. 1898.)
- Kibontakozás. A magyar állam és az osztrák állam parlamenti és kormányzási problémáinak megoldása. Uo. 1899.
- Néhány kérdés a paktumot aláírt ellenzéki pártokhoz. Uo. 1899. (Clio álnévvel).
- Egy szerény vélemény a trónörökös házassági nyilatkozatának beczikkelyezéséről. Uo. 1900.
- Das landwirtschaftliche Gemeinde-Lagerhaus-System. Uo. 1901.